# Дєдінка (округ Нове Замки)
Дєдінка (словац. Dedinka) — село, громада округу Нове Замки, Нітранський край. Кадастрова площа громади — 18.52 км².
Населення 670 осіб (станом на 31 грудня 2019 року).

## Історія
Дєдінка згадується 1227 року.

## Населення
| Рік:            | 1994. | 2004.   | 2014.    | 2024.    |
| --------------- | ----- | ------- | -------- | -------- |
| Кількість осіб: | 889   | 832     | 735      | 632      |
| Різниця:        |       | -6,41 % | -11,65 % | -14,01 % |

| Рік:            | 2023. | 2024.   |
| --------------- | ----- | ------- |
| Кількість осіб: | 647   | 632     |
| Різниця:        |       | -2,31 % |